# Путаница (мультфильм)
«Путаница» — советский короткометражный рисованный мультфильм 1974 года. По стихотворению Корнея Чуковского. Второй из двух сюжетов мультипликационного альманаха «Весёлая карусель» № 6.
Мультфильм о том, как зверята стали вести себя шиворот-навыворот и делать всё наоборот.

## Съёмочная группа
| режиссёр и художник-постановщик | Галина Баринова  |
| композитор                      | Владимир Кривцов |
| стихи читает                    | Николай Литвинов |

## Факты
- В 1982 году на студии «Киевнаучфильм» вышел рисованный музыкальный мультфильм «Путаница» (режиссёр Ирина Гурвич). Музыка Владимира Быстрякова.